# Gioachino Guaragna
Gioachino Guaragna, född 14 juni 1908 i Milano, död 19 april 1971 i Milano, var en italiensk fäktare.
Guaragna blev olympisk guldmedaljör i florett vid sommarspelen 1928 i Amsterdam och vid sommarspelen 1936 i Berlin.